# امیل یعقوب
اِمیل بدیع یعقوب (۲۷ نوامبر ۱۹۵۰) زبان‌شناش، دانشگاهی و نویسندهٔ لبنانی است. لیسانس زبان و ادبیات عرب از دانشگاه عربی بیروت در سال ۱۹۷۵، لیسانس روان‌شناسی از دانشگاه لبنان در سال ۱۹۷۷، مدرک کارشناسی ارشد زبان و ادبیات عربی از دانشگاه لبنان در سال ۱۹۷۸، دکترای زبان و ادبیات عربی از دانشگاه سن ژوزف در سال۱۹۸۰ و دکترای زبان و ادبیات عربی از دانشگاه لبنان در ۱۹۹۰ دریافت کرد. اکنون استاد زبان‌شناسی در دانشکدهٔ ادبیات طرابلس و تحصیلات تکمیلی در بیروت و رئیس گروه زبان عربی در دانشکدهٔ ادبیات دانشگاه لبنان (شعبه سوم) است. او فرهنگنامه‌ها، دانشنامه‌ها و کتاب‌های بسیاری دربارهٔ نحو و ادبیات عربی نگاشته است، همچنین بر بسیاری از کتب عربی نیز شرح نوشت.

## زندگی و پیشه
امیل بدیع ناصیف یعقوب در ۲۷ نوامبر ۱۹۵۰ در کفرعقا، شهرستان کوره، استان شمال به دنیا آمد.تحصیلات ابتدایی و متوسطه را در روستای خود گذراند. او در مقطع کارشناسی لبنان، هر دو بخش اول (۱۹۶۹) و دوم (شاخهٔ فلسفه، ۱۹۷۰) تحصیل کرد. وی مدرک تحصیلات ابتدایی (گواهی دانشکدهٔ معلمان) در سال ۱۹۶۹؛ لیسانس زبان و ادبیات عرب از دانشگاه عربی بیروت، ۱۹۷۵؛ مدرک لیسانس روان‌شناسی از دانشگاه لبنان در سال ۱۹۷۷؛ مدرک کارشناسی ارشد زبان و ادبیات عربی از دانشگاه لبنان در سال ۱۹۷۸؛ دکتری، دورهٔ سوم، در زبان و ادبیات عربی، از دانشگاه سن ژوزف، ۱۹۸۰؛ و دکترای زبان و ادبیات عربی از دانشگاه لبنان در ۱۹۹۰ دریافت کرد. در سال ۱۹۹۰ دکترای دیگری از دانشگاه لبنان گرفت.
او ریاضیات و زبان و ادبیات عربی را در مدرسه رسمی محیدثه (شهرستان راشیا)، مدرسه تکمیلی و حرفه‌ای دوما (شهرستان البترون)، مدرسه متوسطهٔ رسمی تنورین (شهرستان البترون) و مدرسهٔ متوسطهٔ سنت ترزا در أمیون (شهرستان کوره)، مدرسه متوسطهٔ اصلاح ارتدوکسی در امیون، مدرسهٔ تکمیلی رسمی در کفرعقا تدریس کرد و زبان عربی در شماری از مدارس دولتی و خصوصی برنامه‌ریزی درسی کرد. تدریس دانشگاهی خود را در دانشگاه لبنان، دانشکدهٔ ادبیات، شعبهٔ سه (طرابلس) در سال ۱۹۸۰ آغاز کرد و در سال ۱۹۸۷ به جمع کارکنان دانشگاه پیوست. اکنون با درجهٔ استادی در این دانشکده، زبان‌شناسی تدریس می‌کند. در هشتمین همایش نویسندگان طرابلس و شمال که در روز شنبه ۳ نوامبر ۲۰۱۸ برگزار شد، از او تجلیل شد.

## زندگی شخصی
او در سال ۱۹۸۷ با گراتا کاراپتیان ازدواج کرد و صاحب چهار فرزند به نام‌های فادی (۱۹۸۸)، نبیل (۱۹۹۱)، سنا (۱۹۹۵) و وسام (۱۹۹۸) شدند.

## آثار
وی بیش از دویست عنوان کتاب اعم از تألیف، تحقیق، بررسی، نظارت و ویراستاری (مقدمه، پاورقی و فهرست) دارد. از جمله عناوین عربی آثار وی:
- فقه اللغة العربية وخصائصها: دار العلم للملایین، بیروت، لبنان، ۱۹۸۲.
- معجم الاعراب والإملاء: دار العلم للملایین، بیروت، لبنان، ۱۹۸۳.
- معجم الخطأ والصواب في اللغة: دار العلم للملایین، بیروت، ۱۹۸۳.
- الأمثال الشعبية اللبنانية: دراسة وتصنيف: جروس - بریس، بیروت، ۱۹۸۴.
- المعاجم اللغوية العربية: بداءتها وتطورها: دار العلم للملایین، بیروت، لبنان، ۱۹۸۵.
- جبران واللغة العربية: دار جروس، طرابلس، ۱۹۸۵.
- الخط العربي: نشأت، تطور، مشكلات، دعوات إصلاحه: جروس برس، طرابلس، لبنان، ۱۹۸۶.
- قاموس المصطلحات اللغوية والأدبية: عربي، ٳنكليز، فرنسي: با اشتراک  بسام برکه و می شیخانی، دار العلم للملایین، بیروت، لبنان، ۱۹۸۷.
- الاغاني الشعبية اللبنانية: دراساه وبعض نماذجها الحلوة: جروس برس، طرابلس، لبنان، ۱۹۸۷.
- شرح كتاب الألفاظ الكتابية: دار الکتب العلمیة، ۱۹۹۱.
- الممنوع من الصرف: بين مذاهب النحاة والواقع اللغوي: دار الجیل، بیروت، ۱۹۹۲.
- قاموس المعين الوافي (فرنسي-عربي): أکادیمیا انترناشونال، ۱۹۹۴.
- موسوعة أمثال العرب: دار الجیل، بیروت، ۱۹۹۵.
- تحقيق كتاب شرح شذور الذهب: دار الکتب العلمیة، ۱۹۹۶.
- معجم الأوزان الصرفية: عالم الکتب، بیروت، ۱۹۹۶.
- موسوعة الحروف في اللغة العربية: دار الجیل، بیروت، ۱۹۸۸.
- شرح المفصل لابن يعيش: تحقیق إمیل یعقوب، دار الکتب العلمیة، ۲۰۰۱.
- معجم الطلاب في الإعراب والإملاء: دار العلم للملایین، بیروت، ۲۰۰۱.
- قواعد اللغة العربية: التعليم الاساسي: السنة السادسة: المرکز التربوی للبحوث والإنماء، لبنان، ۲۰۰۲.
- أحلى الكلام: جروس برس، ۲۰۰۴.
- معجم الشعراء: منذ بدء عصر النهضة: دار صادر، بیروت، ۲۰۰۴.
- المعجم المفصل في الجموع: دار الکتب العلمیة، بیروت، ۲۰۰۴.
- موسوعة الأمثال الشعبية: ۱۶ جزء، نوبلیس، بیروت، ۲۰۰۵.
- روائع الغزل: دار الجیل للطبع والنشر والتوزیع، ۲۰۰۶.
- معجم لأآليء الشعر: أجمل الأبيات وأشهرها: دار المؤلف، بیروت، ۲۰۰۶.
- موسوعة أدباء لبنان وشعرائه: دار نوبلیس، بیروت، ۲۰۰۶.
- موسوعة الأدب والأدباء العرب في روائعهم: بیروت، ۲۰۰۶.
- موسوعة علوم اللغة العربية: دار الکتب العلمیة، بیروت، ۲۰۰۶.
- معجم لآلئ الشعر: أجمل الأبيات وأشهرها: دار صادر، بیروت، ۲۰۰۶.
- قل فهذه صواب: قاموس في التصويب اللغوي: المؤسسة الحدیثة للکتاب، بیروت، ۲۰۰۷.
- فصول في فقه اللغة العربية: المؤسسة الحدیثة للکتاب، طرابلس، لبنان، ۲۰۰۸.
- فصول في فقه اللغة العربية: المؤسسة الحدیثة للکتاب، طرابلس، لبنان، ۲۰۰۸.
- القواعد الوظيفية: الدار العربیة للموسوعات، بیروت، ۲۰۰۹.
- من قضايا النحو واللغة: الدار العربیة للموسوعات، بیروت، ۲۰۰۹.
- المعجم المفصل في علم العروض والقافية وفنون الشعر: ۲۰۱۰.
- المعجم الوافي في النحو والصرف والإعراب: المؤسسة الحدیثة للکتاب، بیروت، ۲۰۱۱.
- أحلى الكلام في الغزل: جروس برس، ۲۰۱۳.
- تعلم التركية: أکادیمیا انترناشونال السلسلة: اللغات للمسافر، ۲۰۱۴.
- كيف تكتب بجثاً أو منهجية البحث: ۲۰۱۶.
- موسوعة روائع الحكمة والأدب: ۲۰۱۶.
- العذراء مريم بين القدوّس والقديّسين: مکتبة السائح، طرابلس، ۲۰۱۷.
- يا مجمع اللغة العربية أجلس الهمزة وأوقف الألف: ۲۰۱۷.
- يا مجمع اللغة العربية أنقذنا من هذا النحو: ۲۰۱۷.
- يا مجمع اللغة العربيةّ أرحنا من حركات الإعراب: ۲۰۱۷.
- أجمل ما قرأت في الأدب: جروس برس، ۲۰۲۰.
- أجمل ما قرأت من الآيات والحكم والأقوال الخالدة: جروس برس، ۲۰۲۰.
- موسوعة النحو والصرف والاعراب: ۲۰۲۰.

مجموعهٔ المعجم المفصل:
- المعجم المفصل في اللغويين العرب: دار الکتب العلمیة، بیروت، ۱۹۹۷.
- المعجم المفصل في المذكر والمونث: دار الکتب العلمیة، بیروت، ۱۹۹۴.
- المعجم المفصل في دقائق اللغة العربية: دار الکتب العلمیة، بیروت، ۲۰۰۴.
- المعجم المفصل في شواهد اللغة العربية المجلد الأول: دار الکتب العلمیة، بیروت، ۱۹۹۶.
- المعجم المفصل في شواهد اللغة العربية المجلد الثاني: دار الکتب العلمیة، بیروت، ۱۹۹۶.
- المعجم المفصل في شواهد اللغة العربية المجلد الثالث شعر قافية الراء: دار الکتب العلمیة، بیروت، ۱۹۹۶.
- المعجم المفصل في شواهد اللغة العربية المجلد الرابع: دار الکتب العلمیة، بیروت، ۱۹۹۶.
- المعجم المفصل في شواهد اللغة العربية المجلد الخامس: دار الکتب العلمیة، بیروت، ۱۹۹۶.
- المعجم المفصل في شواهد اللغة العربية المجلد السادس قافية اللام: دار الکتب العلمیة، بیروت، ۱۹۹۶.
- المعجم المفصل في شواهد اللغة العربية المجلد السابع: دار الکتب العلمیة، بیروت، ۱۹۹۶.
- المعجم المفصل في شواهد اللغة العربية المجلد الثامن: دار الکتب العلمیة، بیروت، ۱۹۹۶.
- المعجم المفصل في شواهد اللغة العربية المجلد التاسع: دار الکتب العلمیة، بیروت، ۱۹۹۶.
- المعجم المفصل في شواهد اللغة العربية المجلد العاشر: دار الکتب العلمیة، بیروت، ۱۹۹۶.
- المعجم المفصل في شواهد اللغة العربية المجلد الحادي عشر: دار الکتب العلمیة، بیروت، ۱۹۹۶.
- المعجم المفصل في شواهد اللغة العربية المجلد الثاني عشر، انصاف الابيات المستدرك من الاشعار والمستدرك من الارجاز: دار الکتب العلمیة، بیروت، ۱۹۹۶.
- المعجم المفصل في شواهد اللغة العربية المجلد الثالث عشر: دار الکتب العلمیة، بیروت، ۱۹۹۶.
- المعجم المفصل في شواهد اللغة العربية المجلد الرابع عشر: دار الکتب العلمیة، بیروت، ۱۹۹۶.
- المعجم المفصل في اللغة والأدب: دار العلم للملایین، ۱۹۸۷.

مجموعهٔ أروع ما قیل، انتشارات دارالجیل:
- أروع ما قيل في الخمرة ومجالسها: ۱۹۹۳.
- أروع ما قيل من الأمثال: ۱۹۹۴.
- أروع ما قيل من الطرائف: ۱۹۹۴.
- أروع ما قيل في الزواج: ۱۹۹۵.
- أروع ما قيل من النوادر:۱۹۹۵.
- أروع ما كتب من الرسائل: ۱۹۹۵.
- أروع ما قيل في الأم: ۱۹۹۷.
- أروع ما قيل في القبلة: ۱۹۹۷.
- أروع ما قيل في العينين: ۱۹۹۹.
- أروع ما قيل في مديح الرسول: ۱۹۹۹.
- أروع ما قيل من قصص العشاق: ۱۹۹۹.
- من أروع ما قال شوقي وحافظ إبراهيم وإبراهيم ناجي: ۱۹۹۹.
- من أروع ما قال عمر وجميل والمجنون ونزار: ۱۹۹۹.
- أروع ما قيل في الأطفال والأولاد: ۲۰۰۰.
- أروع ما قيل من أغاني وأشعار الأطفال:۲۰۰۱.
- أروع ما قيل في الحب والغزل: جروس برس، ۲۰۰۳.
- الموسع في أروع ما قيل في الحب والغزل: جروس برس، ۲۰۰۳.
- أروع ما قيل في العمل والعمال: ۲۰۰۴.
- من أروع ما قال أبو نواس: ۲۰۰۴.
- أروع ما قيل في الكرم والبخل: ۲۰۰۵.
- أروع ما قيل في المديح: ۲۰۰۷.
- أروع ما قيل في الرثاء: ۲۰۰۷.
- أروع ما قيل من الوصايا: ۲۰۰۷.
- أروع ما قيل في الوجدانيات: ۲۰۰۷.
- أروع ما قيل من الأدعية: ۲۰۰۷.
- أروع ما قيل في الموت: ۲۰۰۸.
- أروع ما قيل في الإخوانيات: ۲۰۱۲.